# Дворучки
Дворучки — біологічна група сортів та видів сільськогосподарських рослин, що розвиваються при осінньому посіві як озимі, а при весняному — як ярі.
Термін «дворучки» виник за часів трипілля, коли кожне поле називалося «рукою», а дворучки вирощували на двох полях. Дворучки широко поширені як серед дикорослих, так і серед культурних рослин (жито, пшениця, ячмінь, горох, вика, льон, овочеві культури, багаторічні трави та ін.). Господарська цінність дворучок — можливість у випадку несприятливої осені переносити посів на весну, а навесні — підсівати до розріджених осінніх посівів насіння того ж сорту. Дворучки відрізняються гарною зимостійкістю і стійкістю до грибкових хвороб.

## Дворучки в Україні
Сорти дворучок ячменю за останні роки набули широкого розповсюдження, і на сьогодні є достатній науковий і виробничий досвід з
їх вирощування. За останні роки селекційними установами України та Росії ведеться досить результативна робота по створенню сортів пшениць дворучок, декілька з них занесені в «Державний реєстр сортів рослин поширених в Україні», але недостатньо даних про вирощування їх в нашій зоні, особливо при посіві у весняні строки.